# Abadia de Nostra Senyora de Montserrat (Manila)
L'Abadia de Nostra Senyora de Montserrat o Abadia de Manila és un monestir Benedicti
í localitzat al carrer Mendiola de Manila, Filipines. El monestir va ser fundat per l'abadia de Montserrat el 1895, en els anys finals d'era colonial espanyola en les Filipines i és dedicat a la Mare de Déu de Montserrat.

## Història

### Orígens
En el segle xix, diversos governs anti-clericals d'Espanya va pendre mesures per suprimir els monestirs. Si no van ser tancats, les comunitats van ser prohibides per l'estat per poder acceptar candidats nous, amb l'objectiu de deixar les comunitats monàstiques mortes. Amb temps tanmateix, es van fer algunes excepcions per als monestirs que operaraven a regions llunyanes que encara eren una part de l'imperi d'Espanya, principalment les Filipines.
Arran d'aquesta situació, la Abadia de Montserrat va decidir establir una missió en l'àrea de Manila. El pla per la comunitat era seguir la forma de vida agrària que era part de la reforma llavors sota manera per la recentment formada Congregació de Subiaco (actualment Congregació de Subiaco-Montecassino) i proporcionar cura pastoral de la població local. El 12 de setembre de 1895, vuit monjos de cor i sis mestres, sota el lideratge de l'abat Josep Deàs i Villar, O.S.B., van arribar a Manila. Després de ser allotjats per la comunitat Jesuita local, els monjos van adquirir una propietat a Surigao, que van ocupar el 25 d' abril de 1896.

### Període americà
L'ocupació americana de les Filipines el 1898, en el curs de la Guerra hispano-estatunidenca, va canviar la situació del nou monestir dramàticament. La pèrdua de suport financer de la corona espanyola per les missions catòliques en el país van deixar la comunitat en un estat desesperat. Donat això, així com un desig en part de l'abat de la comunitat a contrarrestar la influència nova dels missioners protestant, que van arribar sota la protecció del govern americà, els monjos van decidir posar el seu focus en l'educació. El 17 de juny de 1901, van obrir el «Col·legi de Sant Beda», anomenat així pel benedictí i sant anglès Benedictí, Beda el venerable, al carrer Arlegui. dedicada a l'escola primària, secundària i estudis universitaris inicials, amb llicenciats graduats amb un Bachelor of Arts o un diploma en empresarials. La universitat va ser acreditada el 1906 per la Universitat Pontificia de Santo Tomas.
Per aquell temps, les terres de monestir havien esdevingut massa petites pels monjos i la universitat, així que els monjos van adquirir propietats al carrer Mendiola. El 1909, van confiar la cura pastoral de la regió als Missioners del Sagrat Cor de Jesús dels Països Baixos i es van traslladar a la seva ubicació actual, que van expandir el 1918. La pedra angular de l'església de l'abadia va ser posada el 15 de febrer de 1925, i va ser completada i consagrada el 13 de gener de 1926 a l'Infant Jesús de Praga.
Va ser construïda en un neogòtic exterior, amb un Neo-barroc interior pintat per Lesmes López, un dominic espanyol, i Salvador Alberich. El dos van treballar en l'església de l'abadia des de 1931 fins 1939, deixant només la paret posterior de la nau per sobre de l'espai d'entrada. Les pintures de Lesmes López en el sostre abovedat de la nau inclou les 16 al·legories en les virtuts, teologia i l'Església. "L' Apoteosi del Nom Sagrat de Jesús" va ser pintat sobre el santuari, mentre en les seves parets hi han vuit plafons de la Nativitat del Senyor. Pintures del Via Crucis són també a l'interior de l'església.

## Situació actual
El 1971, la comunitat monàstica va passar de 100 monjos, en el seu moment més alt, fins a 30.
El 2010, el dominic Aelred Nilo, OSB, va dissenyar el mural final per omplir la paret posterior de la nau, el qual era llavors executat pel pintor italià, Francesco Giannini, damunt 126 metres quadrats de tela de jute. El mural descriu la història de la congregació present, així com el Crist Ressuscitat, sants, i diverses altres figures religioses, algunes basat en fotografies de la vida real .

## Galeria

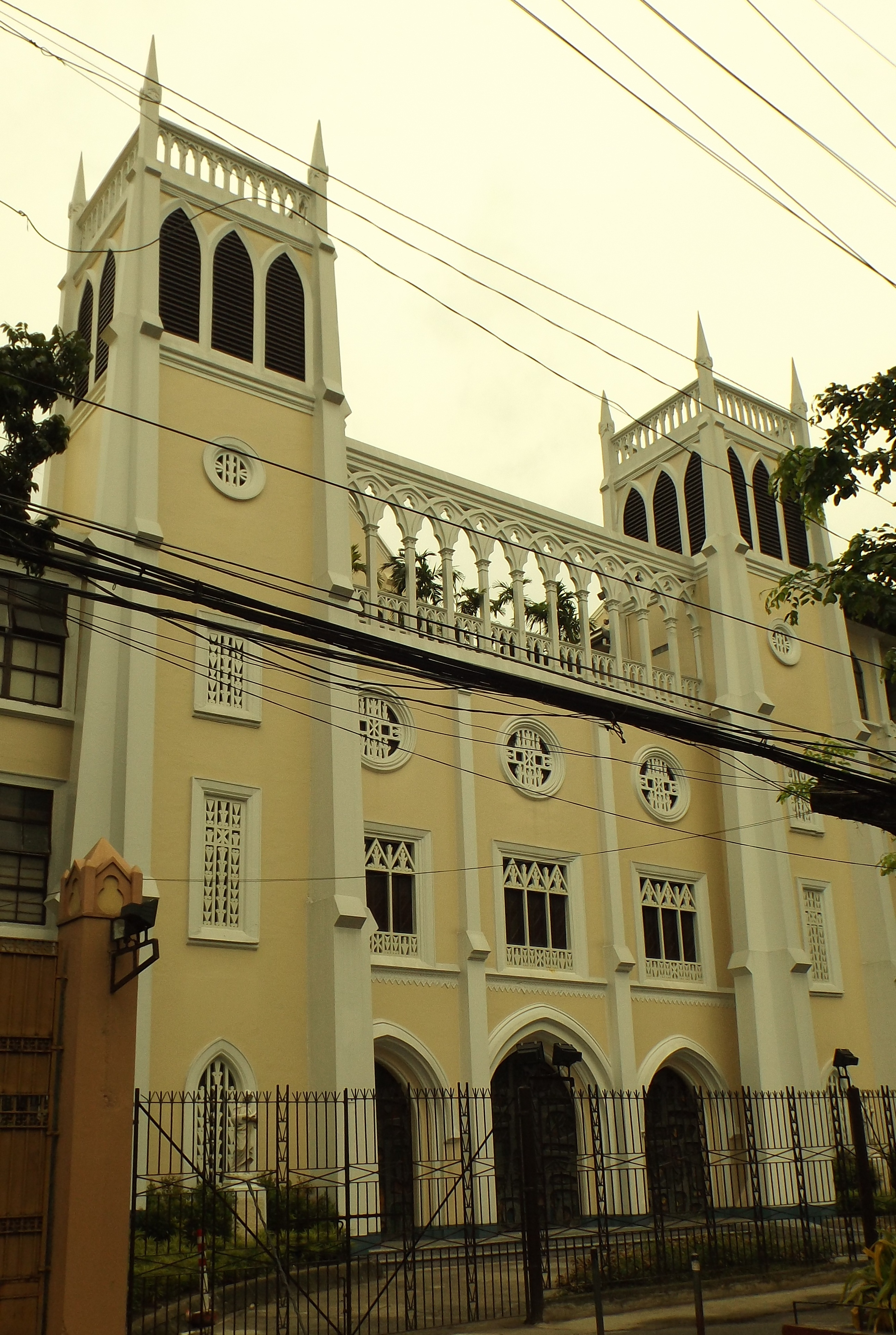
Façana
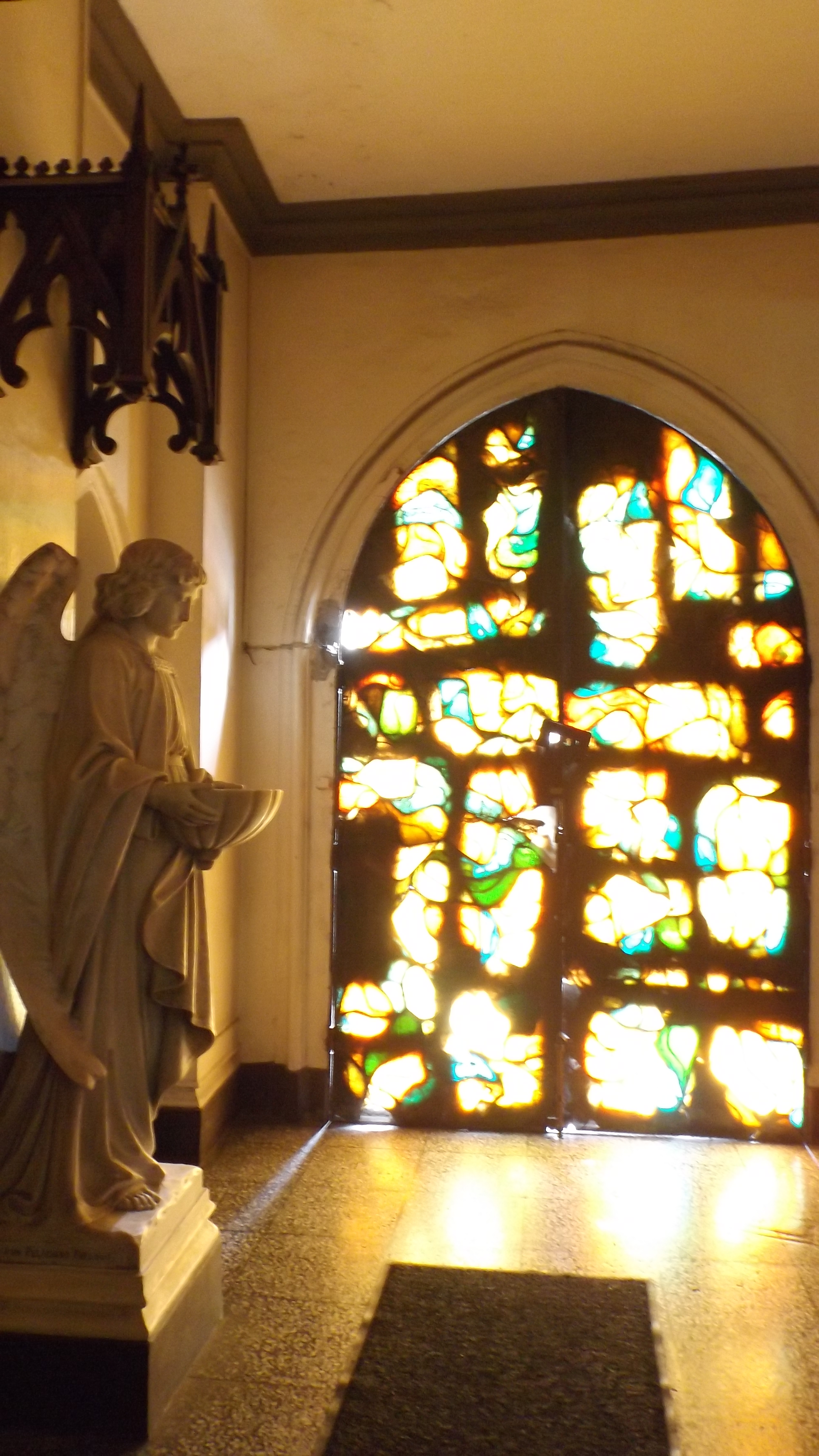
Porta vitrall
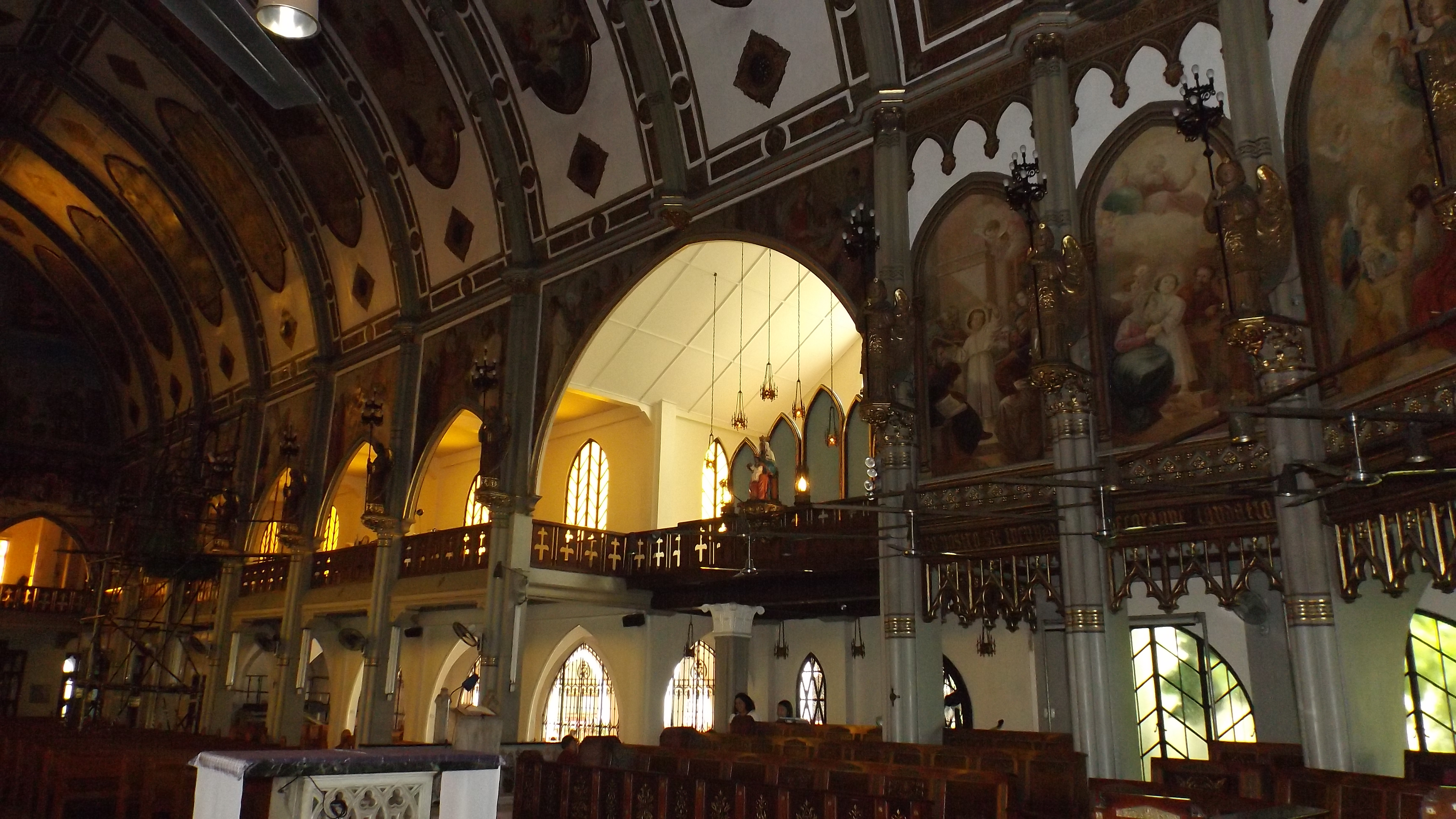
Disseny de l'interior, costat dret
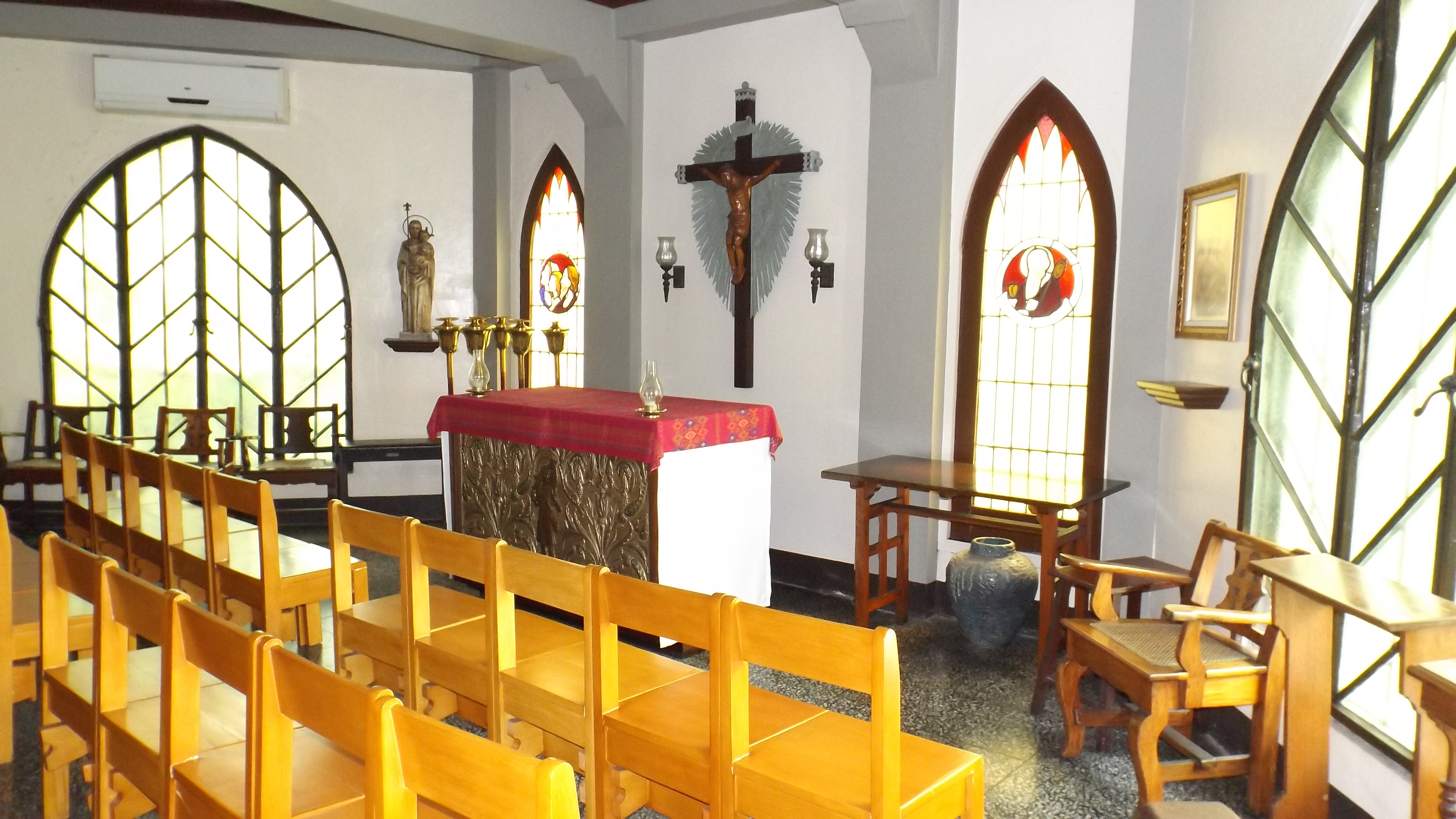
Capella
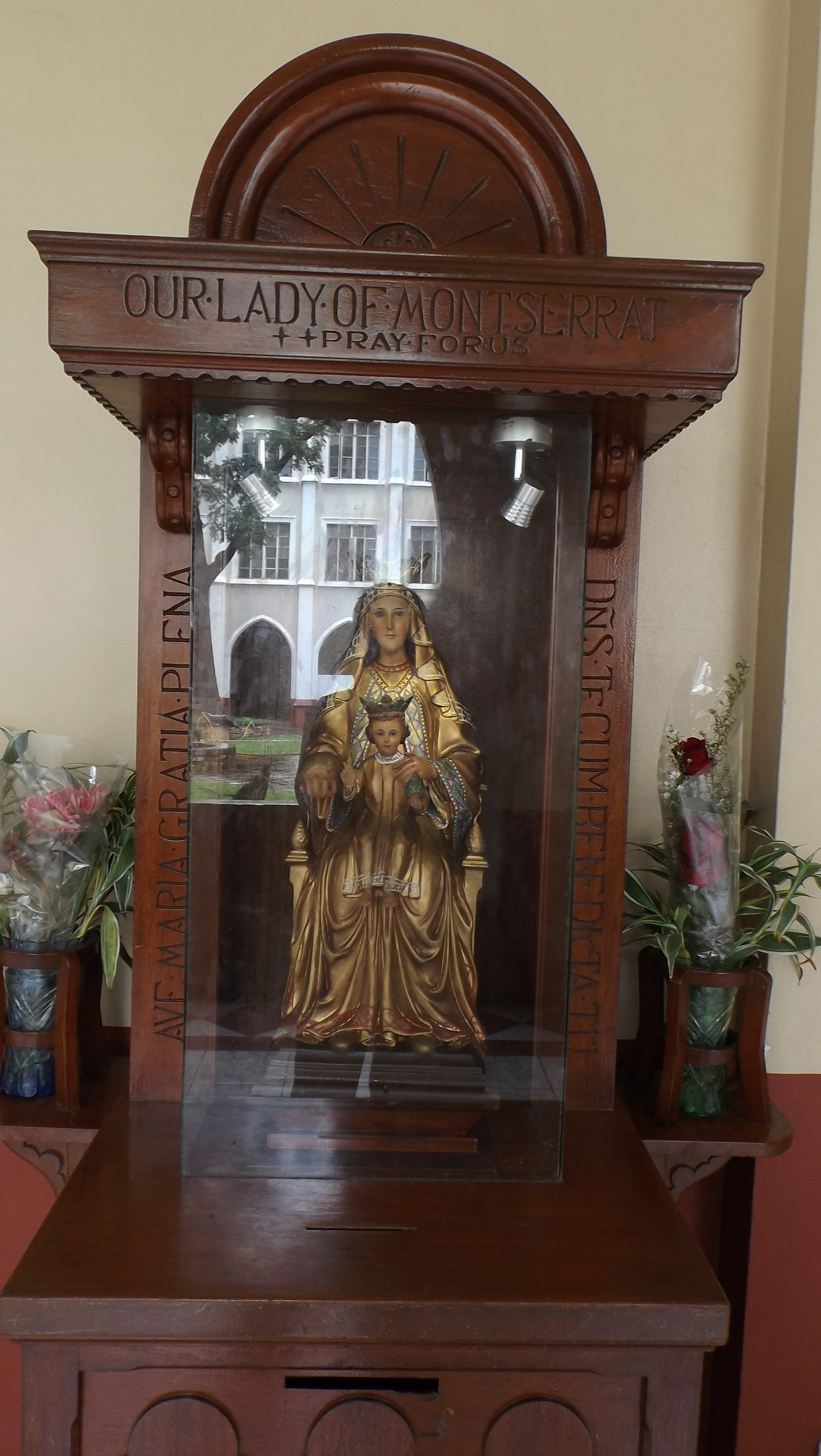
Nostra Senyora de Montserrat, a la universitat San Beda